# Augustyn Bonin
Augustyn Bonin (ur. 4 czerwca 1861 w Brusach, zm. 15 lipca 1921 w Drzonowie) – nauczyciel, współzałożyciel i działacz towarzystw nauczycielskich na Pomorzu.

## Życiorys
Urodził się jako syn Andrzeja - kierownika szkoły ludowej w Brusach - i Tekli z d. Ressmer. Kształcił się w Seminarium Nauczycielskim w Tucholi. Po jego ukończeniu rozpoczął pracę nauczycielską w Pniewitem, a później w Drzonowie. 
Dnia 26 grudnia 1918 r. wraz z grupą polskich nauczycieli (Jan Tkaczyk, Albin Nowicki, Piotr Nowicki, Marian Żelewski, Aleksander Talaśka, Alfons Filcek, Leon Filcek, Lipiński, Weiss, Grunwald, Hasse, Henke)  zebranych w Lisewie założył Towarzystwo Nauczycieli Polaków w Ziemi Chełmińskiej. Była to pierwsza taka organizacja na Pomorzu. Za główny cel obrała sobie „czuwanie nad wychowaniem młodzieży szkolnej pod względem religijnym i narodowym”. 
Dnia 14 września 1919 r. wziął udział w zorganizowanym w Grudziądzu zjeździe towarzystw nauczycielskich. Wśród około 150 przybyłych osób znaleźli się m.in. Wanda Szuman, Wiktor Kulerski, ks. Paweł Nowicki. Bonina obrano sekretarzem obrad, a następnie członkiem zarządu nowo powstałego Związku Towarzystw Nauczycieli Polaków Katolików Województwa Pomorskiego. 
Był dwukrotnie żonaty. Jego pierwszą żoną była Wanda Zofia z Kanieckich (1864-1898) – córka kierownika szkoły w Pniewitem. Po jej śmierci ożenił się z Walerią z Jesionowskich. 